# Vulgus
Vulgus – gra komputerowa z gatunku shoot 'em up, wyprodukowana w 1984 przez Capcom. W Japonii pojawiła się w maju 1984 roku na automatach do gry. Gra znajduje się na składankach wydanych przez Capcom – Capcom Generation 3 i Capcom Classics Collection. Aktualnie gra jest na licencji freeware. Na Nintendo Entertainment System w 1988 zamierzano wydać sequel Vulgusa zatytułowany Titan Warriors. Projekt został jednak anulowany.

## Rozgrywka
Gracz steruje statkiem kosmicznym, a jego zadaniem jest zestrzelenie innych statków. Aby zdobyć jak największą liczbę punktów, należy zestrzelić przeciwników seriami. Gracz posiada dwie bronie. Pierwsza i podstawowa to 2 karabiny z nieograniczoną liczbą pocisków. Druga broń to rakiety. Jeden strzał przeciwnika powoduje zniszczenie statku (życia). Gra nie posiada tzw. kontynuacji. W przypadku, gdy gracz zginie 3 razy, gra rozpoczyna się od nowa. Gra nie posiada także zakończenia, kończy się tylko po utracie wszystkich żyć.